# Немшка Вас (Рибниця)
Немшка Вас (словен. Nemška vas) — поселення в общині Рибниця, регіон Південно-Східна Словенія, Словенія.